# Acontia deceptrix
Acontia deceptrix is een vlinder uit de familie van de uilen (Noctuidae). De wetenschappelijke naam van deze soort is voor het eerst voorgesteld als Hoplotarache deceptrix door William Warren in een publicatie uit 1913.
De soort komt voor in India en Thailand.